# Anyphops lochiel
Anyphops lochiel är en spindelart som beskrevs av José Antonio Corronca 2000. Anyphops lochiel ingår i släktet Anyphops och familjen Selenopidae. Inga underarter finns listade i Catalogue of Life.